# Les Pillards de l'Arizona
Les Pillards de l'Arizona (titre original : Forty Thieves) est un western américain réalisé par Lesley Selander, sorti en 1944.

## Fiche technique
Sauf indication contraire, les informations mentionnées dans cette section peuvent être confirmées par la base de données cinématographiques IMDb,  présente dans la section « Liens externes ».
- Titre : Les Pillards de l'Arizona
- Titre original : Forty Thieves
- Réalisation : Lesley Selander
- Scénario : Michael Wilson, Bernie Kamins, d'après des personnages de Clarence Mulford
- Musique : Mort Glickman, John Leipold (non-crédité)
- Photographie : Russell Harlan
- Montage : Carroll Lewis
- Société de production : Harry Sherman Productions
- Distribution : United Artists
- Pays : États-Unis
- Durée : 60 minutes
- Dates de sortie :
  -  États-Unis : 23 juin 1944
  -  France : 9 septembre 1947[1]

## Distribution
- William Boyd : Hopalong Cassidy
- Andy Clyde : député California Carson
- Jimmy Rogers : député Jimmy Rogers
- Douglass Dumbrille : Tad Hammond
- Louise Currie (en) : Katherine Reynolds
- Kirk Alyn : Jerry Doyle
- Herbert Rawlinson : Buck Peters
- Robert Frazer : le juge Reynolds
- Glenn Strange : Ike Simmons
- Hal Taliaferro : Jess Clanton
- Jack Rockwell : Sam Garms
- Bob Kortman : Joe Garms